# هنري وايز جونيور
هنري وايز جونيور (بالإنجليزية: Henry Wise, Jr.)‏ هو طيار أمريكي، ولد في 3 أغسطس 1920 في تشريتون في الولايات المتحدة، وتوفي في 2 مايو 2003 في تشيفيرلي في الولايات المتحدة.